# Mata Grande
Mata Grande é um município brasileiro do estado de Alagoas. Conhecido por ser o maior município do estado em extensão territorial, destaca-se pelo seu próspero agronegócio, belas paisagens naturais e pelo turismo religioso que atrai visitantes de diversas regiões.

## História
A serra de terras férteis, onde o povoado se formou, deu nome ao município de Mata Grande. O povoamento do núcleo que deu origem à atual cidade de Mata Grande teve início em 1791, quando, por escritura de doação, João Gonçalves Teixeira e sua mulher Maria Luiza, doaram uma parte da terra, denominada Cumbe, situada nas Matas de Santa Cruz, para edificar uma capela sob a invocação de Nossa Senhora da Conceição.
Segundo o escritor Djalma Mendonça, Cumbe foi a primeira denominação daquelas terras, as quais estavam situadas na região serrana de Mata de Santa Cruz. Cumbe é, ainda hoje, o nome dado a uma fonte que abastece a cidade e ao contraforte da Serra da Onça.
De acordo, as escrituras, João Gonçalves Teixeira instalou uma fazenda de gado, que constitui o primeiro núcleo de população, localizado onde se encontra hoje a cidade de Mata Grande. João Gonçalves construiu, logo abaixo de sua residência, uma capelinha de taipa que, servia de cemitério, ao lado esquerdo do atual prédio escolar. Ergueu em frente, grande cruz de madeira, feita do tronco de enorme maçarandubeira ali existente. Dessa árvore de gigantesco porte, herdou o arraial o nome de Mata do Pau Grande. As escrituras de 1808 documentam Mata do Pau Grande, como freguesia de Nossa Senhora da Saúde de Tacaratu. Passou a se denominar Mata Grande em 1835, quando foi anexada a comarca de Penedo.
Em 18 de março de 1837, por resolução provincial nº 18, foi Mata Grande elevada a categoria de vila e freguesia, com a condição de seus habitantes construírem a Casa da Câmara e uma cadeia pública, exigência revogada em 1838, pela Lei nº 3 de 22 de janeiro, em virtude de ter a Lei orçamentária da Província destinada certa quantia à construção dos aludidos edifícios. Perdeu as prerrogativas de vila, pela Lei nº 43, de 4 de maio de 1846, sendo incorporado a Traipu. Seis anos depois, por meio da Lei 197 de 28 de julho de 1852, adquiriu novamente. Tomou o nome de Paulo Afonso pela Lei nº 516, de 30 de abril de 1870, sancionada pelo presidente José Bento da Cunha Figueiredo, quando território abrangia a famosa Cachoeira de Paulo Afonso.
A Lei nº 328, de cinco de junho de 1902, assinada por Euclides Vieira Malta, governador do estado, elevou à categoria da cidade, conservando o nome de Paulo Afonso. Em 25 de maio de 1929, voltou a denominação de Mata Grande, por terem cassado, com a criação do município de Água Branca, os motivos de ordem histórica e geográfica que lhe deram o nome de Paulo Afonso.
Do seu território foram desmembrados os municípios de Pão de Açúcar em 1854 e Água Branca em 1875. É comarca da 1ª entrância abrangendo ainda os termos judiciários de Canapi e Inhapi que em até 1962 foram distritos de Mata Grande, sendo nessa época elevados à condição de municípios. O quadro de divisão administrativa do Estado, focaliza o Município composto de apenas um distrito, o da sede.
Além de histórica, Mata Grande guarda belezas como a já citada Serra Da onça que vira ponto turístico na semana santa pois em seu topo existe uma pequena capela como também  a bela vista que a altura em que a serra se encontra proporciona, já é uma rotina para toda a população dos mais novos aos mais velhos realizam essa subida.

## Economia

### Produção agrícola
De acordo com o IBGE, a atividade agrícola do município de Mata Grande consiste no cultivo de algodão herbáceo, banana, cana-de-açúcar, cebola, feijão, laranja, mamona, mandioca, manga, melancia, melão, milho e tomate.

## Rodovias
- BR-316
- AL-145
- AL-140